# Rhizoecus disjunctus
Rhizoecus disjunctus är en insektsart som beskrevs av Mckenzie 1967. Rhizoecus disjunctus ingår i släktet Rhizoecus och familjen ullsköldlöss. Inga underarter finns listade i Catalogue of Life.